# الطريق الأوروبي E68
الطريق الأوروبي E68 هو طريق من شبكة الطرق الأوروبية الدولية.يربط المجر برومانيا، يبدأ في زيجيد بالمجر وينتهي في براشوف برومانيا. يبلغ طوله الإجمالي 529 كم (329 ميل) منها 52 كم (32 ميل) في المجر و 477 كم (296 ميل) في رومانيا.